# Дозор любові приходить рівно опівночі
«Дозор любові приходить рівно опівночі» (італ. «A mezzanotte va la ronda del piacere») — італійська кінокомедія режисера Марчелло Фондато, випущена 19 лютого 1975 року.

## Сюжет
Габріелла Сансоні одружена з підприємцем, який вічно ховається від податкової поліції і кредиторів. Її чоловік Андреа постійно переїжджає з місця на місце, всюди тягає за собою Габріеллу, але на неї у нього зовсім не залишається часу. Габріелла сумує від такого нудного і одноманітною життя, її єдині скромні розваги — гороскопи і ворожіння.
Несподівано в житті Габріелли відбувається подія — її обрали народною суддею. Слухається справа про вбивство, підсудна Тіна Кандела обвинувачується в убивстві свого чоловіка Джино Беначіо. Слухання триває кілька днів, протягом яких проглядалися відносини між Тіною і Джино, історію їх пристрасті, череди зрад, скандалів, пробачень і нових зрад. Габріелла мимоволі порівнює бурхливе, повне любові і ненависті життя цієї жінки зі своїм, і навіть потай заздрить їй. Вона все більше переконується в тому, що Тіна по-справжньому любила Джино і не могла бажати йому смерті. Але крім Габріелли в невинність Тіни ніхто не вірить, поки на засідання не приходить головний свідок...

## У ролях
| Клаудія Кардинале  | ···· | Габріелла Сансоні |
| Вітторіо Гассман   | ···· | Андреа Сансоні    |
| Ренато Поццетто    | ···· | Фульвіо           |
| Моніка Вітті       | ···· | Тіна Кандела      |
| Джанкарло Джанніні | ···· | Джино Беначіо     |
| Паола Майоліні     | ···· | Лена              |
| Піно Локкі         | ···· | обвинувач         |
| Сільвіо Спаччезі   | ···· | адвокат           |
| Джорджо Трестіні   | ···· | Еміліо Боргі      |
| Ніно Скардіна      | ···· | канцлер           |

## Знімальна група
| Режисер    | ···· | Марчелло Фондато                              |
| Сценарій   | ···· | Марчелло Фондато, Франческо Скардамалья       |
| Продюсер   | ···· | Еліо Скардамалья                              |
| Оператор   | ···· | Паскуаліно Де Сантіс                          |
| Художник   | ···· | Лучано Річчері, Люка Сабателлі, Еціо Ді Монте |
| Композитор | ···· | Гвідо Де Анджеліс, Мауріціо Де Анджеліс       |
| Монтаж     | ···· | Серджо Монтанарі                              |